# Nichinan (Tottori)
Nichinan (日南町?) è una cittadina giapponese della prefettura di Tottori.